# 空中飛車戀曲
《空中飛車戀曲》是1992年3月7日公映的多啦A夢電影《雲之國》的附篇作品，全片長約5分鐘。

## 簡介
本作是《雲之國》上映時的附篇作品。以音樂介紹車的歷史，它分為動畫部分和拍攝太陽能汽車Soraemon號兩部分，形成了音樂劇形式的作品。在動畫部分，亦有如Q太郎和神奇小子等其他動漫的角色出現。
另外，本作沒有收錄在任何VCD或DVD，因為多啦A夢電影作品甚少未收錄在任何VCD或DVD，此作又被稱為「幻之作品」。
有關發行商、觀影人數、票房等請參照《雲之國》。

## 工作人員
- 原作：藤子·F·不二雄
- 監督：八角哲夫
- 原畫：竹内一義
- 音樂：原由子
- 制作協力：藤子·F·不二雄製作公司、旭通廣告
- 制作：SHIN-EI動畫、小學館、朝日電視台

## 主題曲
| 歌曲              | 作詞     | 作曲     | 编曲               | 演唱   |
| ----------------- | -------- | -------- | ------------------ | ------ |
| 《星星的和聲》    | 原由子   | 原由子   | 小林武史           | 原由子 |
| 《東京Love Call》 | 桑田佳祐 | 桑田佳祐 | 桑田佳祐・小林武史 | 原由子 |